# La caída de Los Increíbles Zalinda
La caída de Los Increíbles Zalinda es el primer libro de la serie Sherlock Holmes y los Irregulares de Baker Street de los escritores Tracy Mack y Michael Citrin. Se publicó originalmente en el año 2006.

## Resumen del argumento
Tres funambulistas de circo, los Increíble Zalinda, mueren durante una de sus funciones. Pero no se trata de un accidente, sino de un asesinato planeado.
El caso deberán resolverlo los Irregulares de Baker Street, un grupo de niños que viven en la calle y que forman comuna donde se ayudan unos a otros. El detective-consultor Sherlock Holmes requiere de sus servicios para que reúnan pistas que le ayuden a resolver el crimen.